# Millennium Bridge (Dublin)
Die Millennium Bridge,  irisch Droichead na Mílaoise ist eine Fußgängerbrücke über den Fluss Liffey in Dublin, Irland, die am 20. Dezember 1999 eröffnet wurde.

## Geschichte
Die Brücke wurde als Millenniumsprojekt der Stadt Dublin gebaut. Der umgesetzte Vorschlag der Howley Harrington Architects ging aus einem Architektenwettbewerb hervor, an dem 153 irische und internationale Bewerber teilnahmen. Die Vergabe erfolgte des Auftrags erfolgte am 8. Juni 1998, sodass für den Bau der Brücke gerade mal 18 Monate zur Verfügung standen. Um den Verkehr auf den Uferstraßen nicht zu behindern wurden im Fluss ein Ponton verankert, von dem aus die Arbeitsbühnen errichtet wurden. Die Arbeitszeiten richteten sich nach den Gezeiten des Flusses, da nur bei Niedrigwasser gearbeitet werden konnte. Der Fachwerkträger wurde im 90 Kilometer entfernten Carlow vorgefertigt, per LKW nach Dublin gebracht und am Sonntag, dem 7. November 1999, mit einem einzigen Kran eingehoben. Der Vorgang dauerte nur eine halbe Stunde.

## Bauwerk
An der Stelle der Querung ist der Liffey 51 m breit. Der 41 m lange Fachwerkträger ruht auf in den Fluss auskragenden Widerlagern aus Beton. Der Träger ist als asymmetrischer Parabelbogen ausgearbeitet, wobei die Hauptträger aus Massivstahl ausgeführt wurden, die sich im Grundriss von den Widerlagern an den Ufern sanft nach innen wölben. Das Brückendeck weist ebenfalls eine flache Wölbung auf, sodass ein effizienteres Tragwerk geschaffen werden konnte. Der Fachwerkträger wiegt 60 Tonnen.